# Urocordylus
Urocordylus (від грец. οὐρά oura, «хвіст» і грец.: κορδῡ́λη kordū́lē, «палиця») — вимерлий рід нектрідових тетраподоморфів. Це типовий рід родини Urocordylidae. В Ірландії були знайдені скам'янілості, які датуються вестфальським етапом пізнього карбону. Він мав загальну довжину близько 500 мм, але череп був лише близько 33 мм.